# Sarah Ferguson

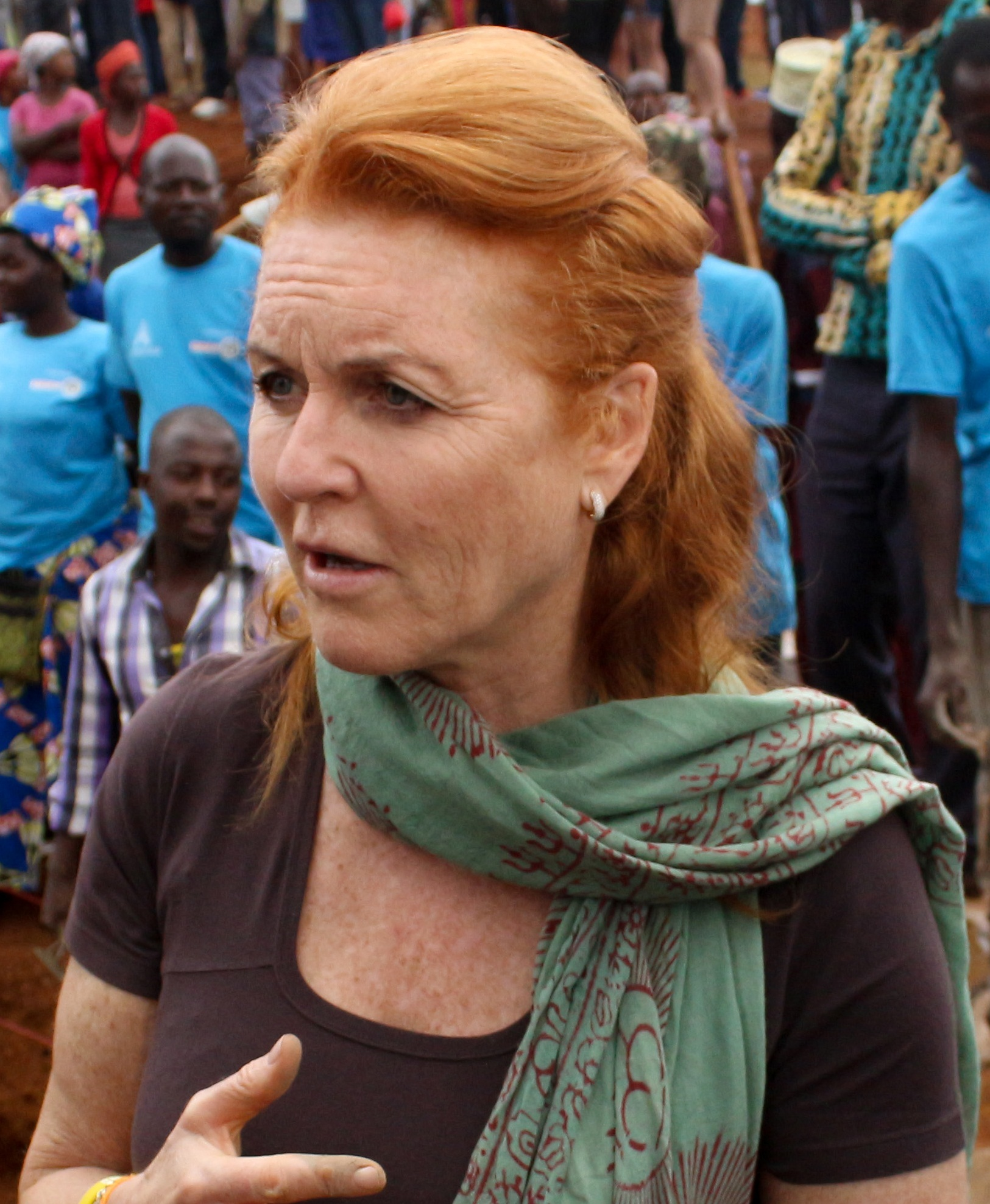
Sarah, Duchess of York (2017)

Sarah, Duchess of York, Spitzname „Fergie“ (* 15. Oktober 1959 als Sarah Margaret Ferguson in London), ist die geschiedene Ehefrau des britischen Prinzen Andrew, Duke of York. Durch ihre Heirat erwarb sie den Höflichkeitstitel einer Duchess of York. Sie wurde auch als Autorin der Budgie-Kinderbücher um einen kleinen blauen Hubschrauber bekannt, die für das britische Fernsehen als Zeichentrickserie umgesetzt wurden.

## Herkunft und Jugend

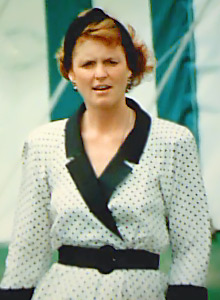
Sarah, Duchess of York 1991

Die Duchess of York ist die Tochter von Major Ronald Ivor Ferguson (1931–2003) und Susan Mary Wright (1937–1998). Ihre Eltern waren von 1956 bis 1974 miteinander verheiratet. Sarah hat eine Schwester, Jane Louisa (* 1957). Sarahs Mutter verließ die Familie 1972 und zog mit dem Polo-Spieler Héctor Barrantes, den sie 1975 heiratete, nach Argentinien. Sie besaß dort eine Ranch in der Pampa und züchtete Ponys und Rinder. Sie starb 1998 bei einem Autounfall im Alter von 61 Jahren. 
Nach der Scheidung heiratete ihr Vater 1975 Susan Deptford. Aus dieser Ehe hat Sarah drei Halbgeschwister: Andrew (* 1978), Alice (* 1980) und Elizabeth (Eliza) (* 1985). Ihr Vater machte beim Militär Karriere und arbeitete als Manager des Polo-Teams von König Charles III., als dieser noch Prinz war. Major Ferguson starb 2003 nach einem Herzinfarkt. Durch ihren Vater stammt Sarah über Charles Lennox, 1. Duke of Richmond und James Scott, 1. Duke of Monmouth vom englischen König Karl II. ab.
Sarah hatte eine privilegierte Kindheit. Sie besuchte gemeinsam mit ihrer Schwester ein Internat. Sie war eine begeisterte Reiterin und nahm an Turnieren teil. Nach dem Schulabschluss besuchte sie eine Sekretärinnenschule. Anschließend arbeitete sie in einer PR-Agentur, dann in einer Galerie und schließlich in einem Verlagshaus in London. Sie lebte ein Jetset-Leben und wurde 1985 von der königlichen Familie zu einer Party auf Schloss Windsor eingeladen. Dort begann auch ihre Beziehung mit Prinz Andrew. Allerdings hatte sie bereits als Kind Kontakt zur königlichen Familie, nicht zuletzt über ihren Vater und den gemeinsamen Polo-Sport.

## Ehe und Kinder

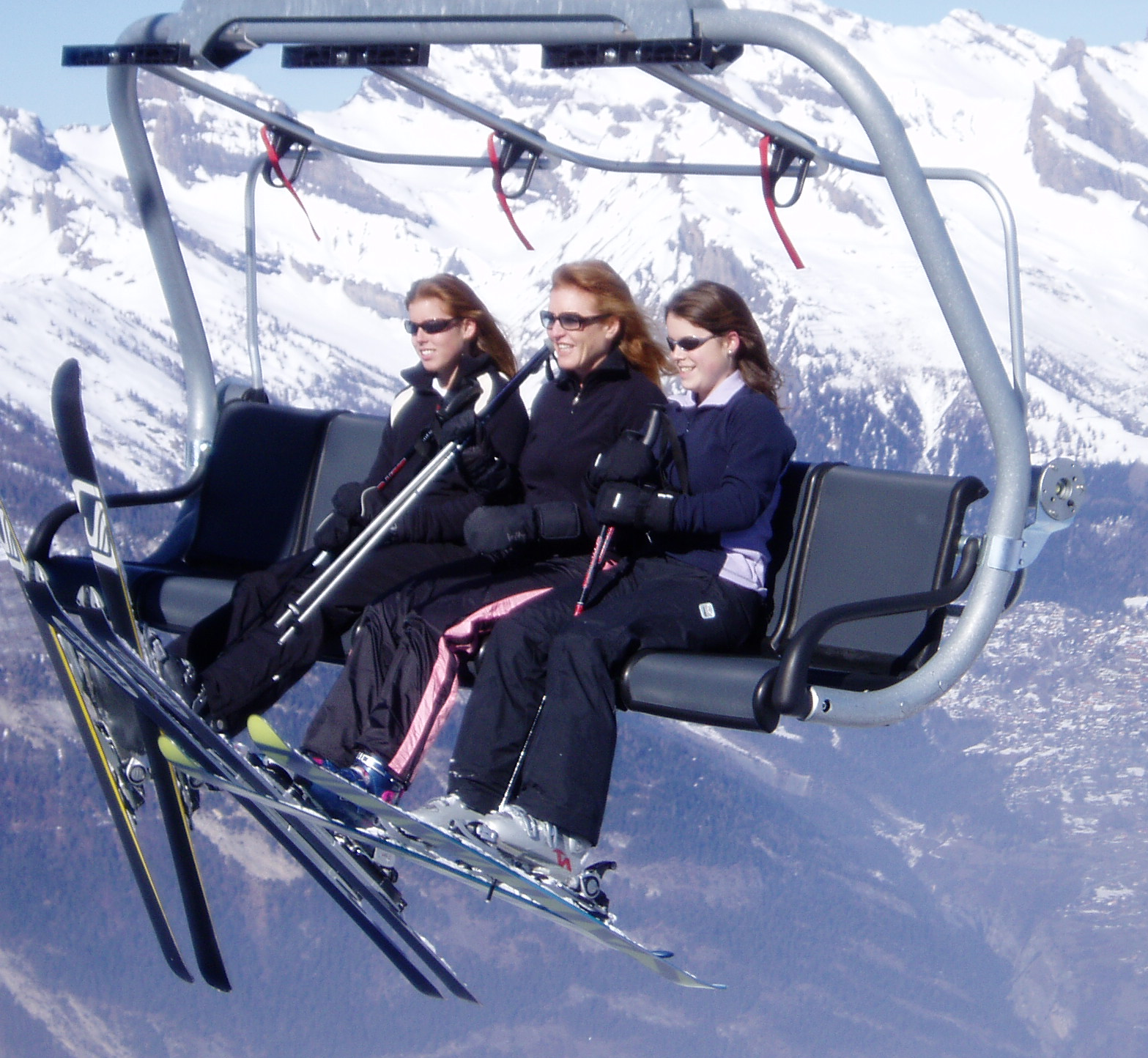
Sarah und ihre Töchter, 2004

Wappen der Duchess of York, wie sie es von ihrem Vater erbte: In Gold eine dreiblütige Distel mit unten zwei Blättern, auf der obersten Blüte eine Biene; Wahlspruch: ex adversis felicitas crescit (aus Widrigkeiten wächst Freude) - abgewandelte Form des Wahlspruchs im Badge des Clan Fergusson, mit dem auch Ähnlichkeit bezüglich Inhalt des Wappens bestehen

Sarah heiratete Prinz Andrew am 23. Juli 1986 in Westminster Abbey. Durch die Ehe führte sie bis zur Scheidung die Titulatur Her Royal Highness, The Princess Andrew, Duchess of York, Countess of Inverness and Baroness Killyleagh.
Aus der Ehe gingen zwei Töchter hervor:
- Beatrice Elizabeth Mary (* 1988) ⚭ 2020 Edoardo Mapelli Mozzi (* 1983)
- Eugenie Victoria Helena (* 1990) ⚭ 2018 Jack Brooksbank (* 1986)

1992 war die Ehe in einer Krise, und Sarah wurde oft mit anderen Männern gesehen. Im März 1992 trennte sich das Ehepaar. Einige Monate später wurden Bilder in der Boulevardpresse veröffentlicht, auf denen der amerikanische Finanzmanager John Bryan Sarahs Fuß küsste. 1996 ließen sich Prinz Andrew und Sarah scheiden. Sarah trägt weiterhin den Höflichkeitstitel Duchess of York, verlor aber ihren königlichen Rang und den damit zusammengehenden Prädikatstitel Her Royal Highness. Sie gilt jedoch weiterhin als Mitglied der Royal Family und wird als solches auch offiziell vom Palast aufgeführt.
Auch nach der Scheidung kümmerten sich Prinz Andrew und Sarah weiterhin gemeinsam um die Töchter und lebten bis 2004 gemeinsam in Sunninghill Park. Mittlerweile sind sie Nachbarn auf dem Gelände von Windsor Castle.
Sie wurde am 9. Februar 2021 erstmals Großmutter, als ihre jüngere Tochter Eugenie in London Mutter vom August Philip Hawke wurde. Am 18. September 2021 brachte ihre ältere Tochter Beatrice in London eine Tochter mit dem Namen Sienna Elizabeth zur Welt.
Am 25. Dezember 2023 nahm Sarah, Duchess of York erstmals seit der Scheidung wieder zusammen mit der königlichen Familie am traditionellen Weihnachtsgottesdienst in Sandringham teil.

## Leben nach der Scheidung von Prinz Andrew
Nach der Scheidung und einigen privaten Affären versuchte Sarah eine Karriere mit einer eigenen Talkshow, die allerdings kein großer Erfolg war. Sie hatte viele Auftritte in Talkshows und Fernsehserien. Sie hat auch einen Wohnsitz in den USA, wo sie beruflich tätig ist. Sie engagierte sich für zahlreiche gemeinnützige Zwecke, zum Beispiel als US-amerikanische Sprecherin für SOS-Kinderdörfer. 1998 hatte sie in der Episode Endlich Hochzeit einen Gastauftritt in der Fernsehserie Friends.
Sarah warb für Weight Watchers, den Porzellanhersteller Wedgwood und andere Unternehmen. Als Schriftstellerin schrieb sie unter anderem ihre Autobiografie sowie einige Diätratgeber und Kinderbücher.
Anfang November 2008 geriet sie in die Schlagzeilen, als sie Missstände in türkischen Waisenhäusern publik machte. Zwei Minister der damaligen türkischen Regierung (Kabinett Erdoğan II) bezeichneten die Veröffentlichung der heimlich aufgenommenen Beweise als „böswillige Kampagne gegen das Land“.

## Gesundheit
Im Sommer 2023 erhielt Ferguson eine Brustkrebsdiagnose. Nach einer erfolgreichen Operation, bei der eine frühe Form des Brustkrebses behandelt wurde, erholte sie sich und sprach offen in ihrem Podcast über ihre Mastektomie. Im Januar 2024 folgte eine Hautkrebsdiagnose nach einer rekonstruktiven Operation ihrer Brust, bei der mehrere Muttermale entfernt und untersucht worden waren. Eines davon war als malignes Melanom identifiziert worden.

## Werke
- Budgie: The Little Helicopter
- Budgie: At Bendick’s Point
- Budgie Goes to Sea
- Budgie and the Blizzard
- Meine Geschichte (Autobiographie). Aufgeschrieben von Jeff Coplon. Bastei-Lübbe 1996, ISBN 3-404-12650-5

## Auszeichnungen
- 1999: Orden des Lächelns
- 2005: Women’s World Awards – World Social Award